# NGC 5419
NGC 5419 est une très vaste galaxie elliptique située dans la constellation du Centaure. Sa vitesse par rapport au fond diffus cosmologique est de 4 375 ± 23 km/s, ce qui correspond à une distance de Hubble de 64,5 ± 4,5 Mpc (∼210 millions d'al). NGC 5419 a été découverte par l'astronome britannique John Herschel en 1834.
Une douzaine de mesures non basées sur le décalage vers le rouge (redshift) donnent une distance de 62,817 ± 15,775 Mpc (∼205 millions d'al), ce qui est à l'intérieur des valeurs de la distance de Hubble.

## Groupe de NGC 5488
Selon A.M. Garcia, la galaxie NGC 5419 fait partie du groupe de NGC 5488. Ce groupe de galaxies compte au 14 membres. Les autres galaxies du groupe sont NGC 5397, NGC 5488, IC 4366 et neuf galaxies du catalogue ESO.